# Marcos Vinícius da Silva Santos
Marcos Vinícius da Silva Santos (Emilianópolis, 26 marzo 1997) è un calciatore brasiliano, difensore dell'Avaí.

## Caratteristiche tecniche
Il suo ruolo è di terzino destro in una difesa a 4.

## Carriera
Marcos Vinícius ha iniziato la sua carriera nel settore giovanile di San Paolo, Grêmio ed Atlético Tubarão debuttando a livello professionistico con quest'ultimo club nel Campionato Catarinense 2017 contro il Joinville.
Nel maggio 2017 è stato prestato al Brusque dove ha giocato alcuni incontri di Série D. Rientrato all'Atlético Tubarão, ha realizzato la sua prima rete in carriera il 31 gennaio 2018 in Coppa del Brasile contro l'América-RN.
Il 16 maggio 2018 è stato acquistato a titolo definitivo dalla Chapecoense. Ha debuttato in Série A il 14 ottobre disputando da titolare l'incontro perso 1-0 contro il Vitória. Utilizzato di rado dal club, il 15 aprile 2019 è stato ceduto in prestito al Criciúma.
Rientrato a Chapecó, ha giocato alcuni incontri nella prima metà del 2020 prima di trasferirsi a titolo definitivo in Portogallo al Vilafranquense. Dopo una prima annata in cui ha ottenuto un discreto minutaggio, è rimasto inutilizzato per i primi sei mesi della stagione 2020-2021 ed il 9 dicembre ha fatto ritorno in patria firmando con il Maringá. Il 15 aprile 2022 è stato ceduto in prestito all'ABC dove ha ottenuto la promozione in Série B da titolare.
Rientrato al Maringá, ha giocato da titolare il Campionato Paranaense 2023 per poi passare in prestito al Coritiba il 19 aprile insieme ai compagni Matheus Bianqui e Vilar. Il 6 giugno successivo ha fatto ritorno al Maringá dopo sole 5 partite disputate in Série A.

## Statistiche

### Presenze e reti nei club
Statistiche aggiornate al 15 agosto 2023.
| Stagione                | Squadra                 | Campionato              | Campionato | Campionato | Coppe nazionali | Coppe nazionali | Coppe nazionali | Coppe continentali | Coppe continentali | Coppe continentali | Altre coppe | Altre coppe | Altre coppe | Totale | Totale | Totale |
| Stagione                | Squadra                 | Comp                    | Pres       | Reti       | Comp            | Pres            | Reti            | Comp               | Pres               | Reti               | Comp        | Pres        | Reti        | Pres   | Reti   |        |
| ----------------------- | ----------------------- | ----------------------- | ---------- | ---------- | --------------- | --------------- | --------------- | ------------------ | ------------------ | ------------------ | ----------- | ----------- | ----------- | ------ | ------ | ------ |
| 2017                    | Atlético Tubarão        | PD/SC                   | 12         | 0          |                 | -               | -               |                    | -                  | -                  |             | -           | -           | 12     | 0      |        |
| 2017                    | Brusque                 | D                       | 6          | 0          |                 | -               | -               |                    | -                  | -                  |             | -           | -           | 6      | 0      |        |
| 2018                    | Atlético Tubarão        | PD/SC                   | 13         | 0          | CB              | 2               | 1               |                    | -                  | -                  |             | -           | -           | 15     | 1      |        |
| Totale Atlético Tubarão | Totale Atlético Tubarão | Totale Atlético Tubarão | 25         | 0          |                 | 2               | 1               |                    | -                  | -                  |             | -           | -           | 27     | 1      |        |
| 2018                    | Chapecoense             | A                       | 1          | 0          |                 | -               | -               |                    | -                  | -                  |             | -           | -           | 1      | 0      |        |
| 2019                    | Chapecoense             | PD/SC                   | 5          | 0          | CB              | 0               | 0               | CS                 | 1                  | 0                  |             | -           | -           | 6      | 0      |        |
| 2020                    | Criciúma                | B                       | 11         | 0          | CB              | -               | -               |                    | -                  | -                  |             | -           | -           | 11     | 0      |        |
| 2020                    | Chapecoense             | PD/SC                   | 2          | 0          | CB              | 2               | 0               |                    | -                  | -                  |             | -           | -           | 4      | 0      |        |
| Totale Chapecoense      | Totale Chapecoense      | Totale Chapecoense      | 8          | 0          |                 | 2               | 0               |                    | 1                  | 0                  |             | -           | -           | 11     | 0      |        |
| 2020-2021               | Vilafranquense          | SL                      | 23         | 0          | CP+CdL          | 3+0             | 0               |                    | -                  | -                  |             | -           | -           | 26     | 0      |        |
| 2021-gen. 2022          | Vilafranquense          | SL                      | 0          | 0          | CP+CdL          | 0               | 0               |                    | -                  | -                  |             | -           | -           | 0      | 0      |        |
| 2022                    | Maringá                 | A1/PR                   | 17         | 0          |                 | -               | -               |                    | -                  | -                  |             | -           | -           | 17     | 0      |        |
| 2022                    | ABC                     | C                       | 22         | 0          |                 | -               | -               |                    | -                  | -                  |             | -           | -           | 22     | 0      |        |
| 2023                    | Maringá                 | A1/PR                   | 13         | 0          | CB              | 3               | 0               |                    | -                  | -                  |             | -           | -           | 16     | 0      |        |
| 2023                    | Coritiba                | A                       | 5          | 0          | CB              | 0               | 0               |                    | -                  | -                  |             | -           | -           | 5      | 0      |        |
| 2023                    | Maringá                 | D                       | 4          | 0          | CB              | 0               | 0               |                    | -                  | -                  |             | -           | -           | 4      | 0      |        |
| Totale Maringá          | Totale Maringá          | Totale Maringá          | 34         | 0          |                 | 3               | 0               |                    | -                  | -                  |             | -           | -           | 37     | 0      |        |
| Totale carriera         | Totale carriera         | Totale carriera         | 134        | 0          |                 | 10              | 1               |                    | 1                  | 0                  |             | -           | -           | 145    | 1      |        |